# Lubor Matouš
Lubor Matouš (* 2. November 1908 in Nachod; † 2. April 1994 in Prag) war ein tschechischer Altorientalist (Assyriologe und Sumerologe).

## Leben
Matouš hat Keilschrift bei Bedřich Hrozný an der Karls-Universität Prag, später bei Benno Landsberger an der Universität Leipzig studiert. Nach dem Studium recherchierte er in Kültepe und Konstantinopel. Von 1946 bis 1973 war er in der Tschechoslowakei an der Karls-Universität Prag tätig, ab 1952 als Dozent und ab 1955 als Professor.
Zu seinen Schriften gehört eine tschechischsprachige Grammatik des Akkadischen sowie eine Übersetzung des Gilgamesch-Epos ins Tschechische.